# Riserva naturale Vincheto di Celarda
La riserva naturale Vincheto di Celarda (oppure Cellarda) è un'area naturale protetta che si trova sulla sponda destra del fiume Piave, nei comuni di Feltre e Lentiai, presso la frazione di Celarda; ricade all'interno del Parco nazionale delle Dolomiti Bellunesi. A poca distanza si trova la riserva naturale regionale della Torbiera di Lipoi.

## Territorio
Rappresenta un'importante zona umida sulla sponda destra del fiume Piave, posta su un'area pianeggiante alle pendici dei monti Garda, Miesna e Tomatico. La falda freatica è molto superficiale, il che permette l'esistenza perenne di numerosi specchi e corsi d'acqua, taluni artificiali.

## Storia

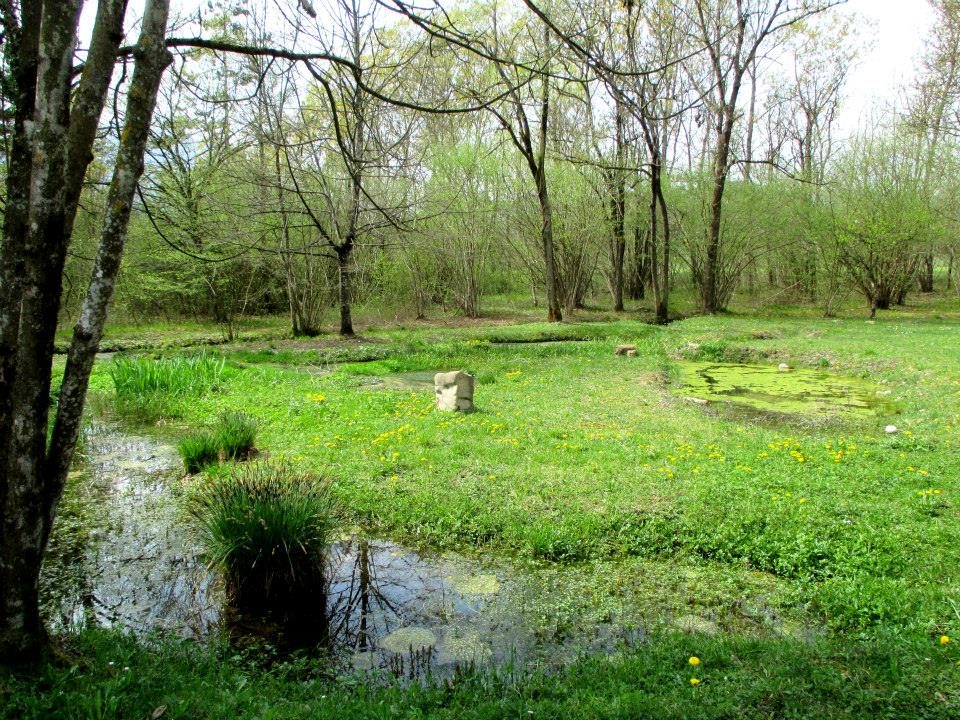
Zona umida nei pressi dell'apiario

Nei secoli passati, la zona era chiamata Salét, in riferimento alla grande quantità di salici che vi crescevano. Amministrata dalla metà del XIX secolo dal Ministero delle Finanze, nel 1881 fu data in gestione al Corpo Forestale che, dal 1901, la adibì a vincheto, ovvero a coltivazione di vinchi per la produzione di vimini. Inoltre furono costruiti alcuni semplici allevamenti ittiogenici per la specie trota, un vivaio (in parte destinato alla floricoltura e alla produzione di funghi) e una scuola per diffondere l'apicoltura. Per qualche anno si allevarono anche mucche da latte. La tragica alluvione che si abbatté sul Triveneto il 4 novembre 1966 distrusse completamente il vincheto, che in seguito non venne più ripristinato. È divenuta riserva naturale con una serie di decreti ministeriali degli anni settanta.
Dal 1976 il Vincheto di Celarda fa parte dell'elenco delle zone umide italiane di interesse internazionale protette dalla Convenzione di Ramsar. Successivamente è stato incluso nella rete europea delle riserve biogenetiche. Infine, grazie alla Direttiva Uccelli e alla Direttiva Habitat dell'Unione europea, è entrato anche nella Rete Natura 2000 all'interno della Zona di Protezione Speciale e del Sito di Importanza Comunitaria del fiume Piave.

## Flora

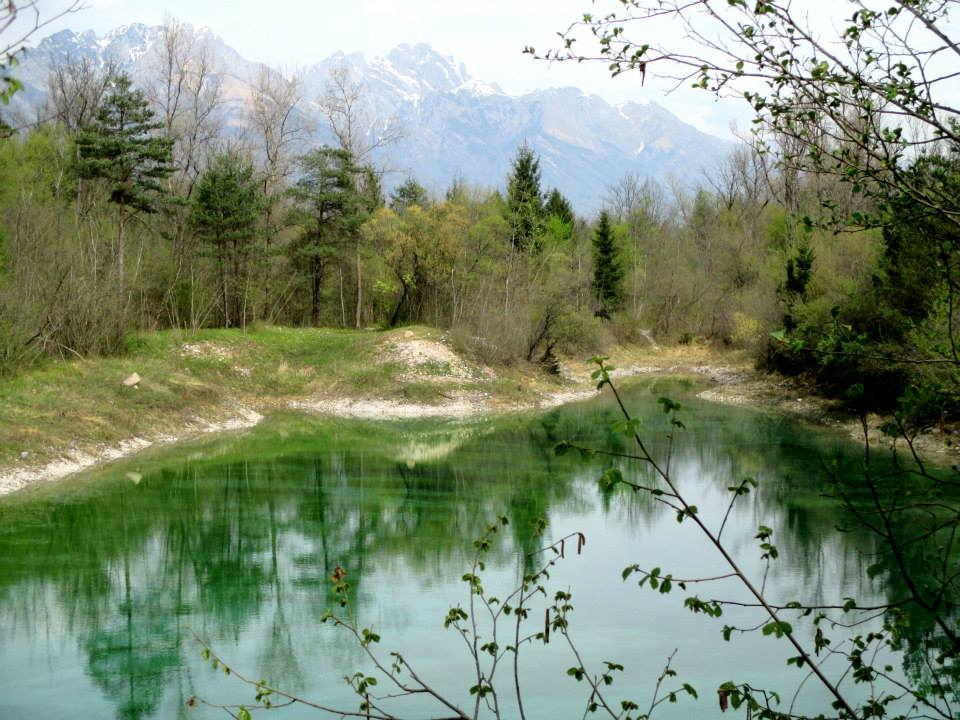
Il laghetto verde dell'isola

La vegetazione è assai varia e rientra in cinque diverse categorie:
- vegetazione prativa;
- vegetazione dei boschi spontanei (latifoglie);
- vegetazione delle alluvioni recenti rappresentata da specie pioniere (ad esempio salici);
- vegetazione dell'ambiente umido;
- vegetazione non autoctona derivante da interventi artificiali (specialmente aghifoglie).

Dal 1901 sono state introdotte oltre 120 varietà e sottovarietà di salice; le più diffuse sono: Salix viminalis, Salix purpurea e Salix amygdalina e Salix incana. Sono altresì presenti latifoglie (Ontano e Pioppo tremolo) e vegetazione palustre-acquatica (Carex, Phragmites, Potamogeton, Ceratophyllum).

## Fauna

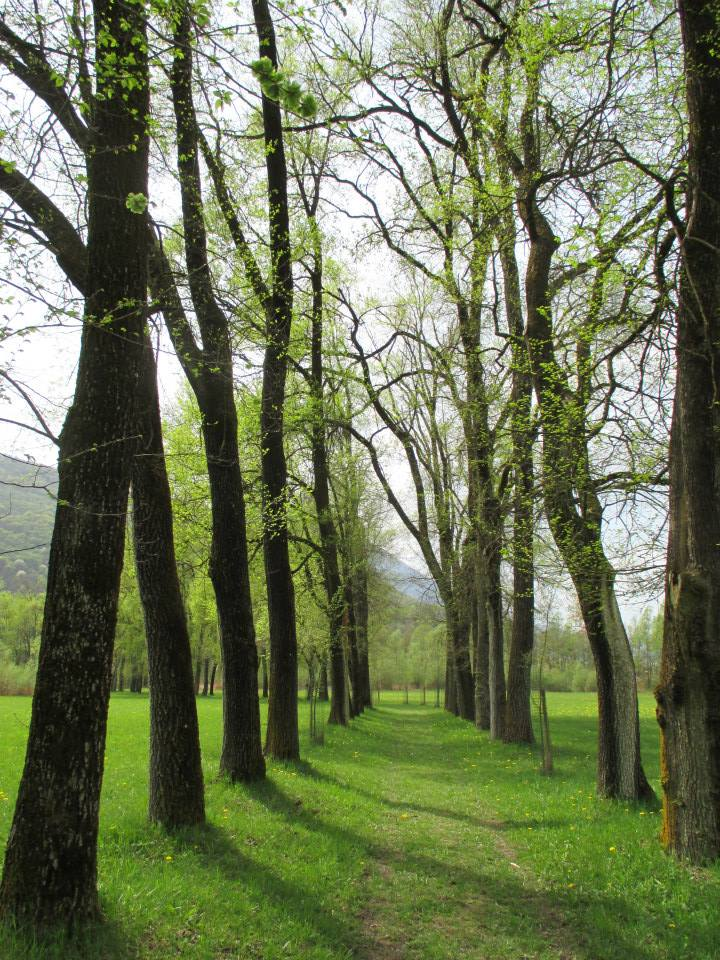
Filare del Prà degli Olmi

Allo stato libero sono state censite 84 specie di vertebrati, fra cui vi sono il capriolo, molte specie di carnivori (tasso, martora, volpe, ecc.), diversi roditori e lagomorfi (ghiro, scoiattolo, lepre, ecc.) e alcuni pipistrelli. È stata segnalata in passato la presenza della lontra.
Numerosissimi, come in tutte le aree umide, gli uccelli, rappresentati, ad esempio, dall'airone cinerino, dall'alzavola e da numerosi rapaci diurni e notturni.
Molto vari anche la fauna ittica, gli anfibi e i rettili. Da evidenziare, poi, la presenza del gambero di fiume.

## Punti di interesse

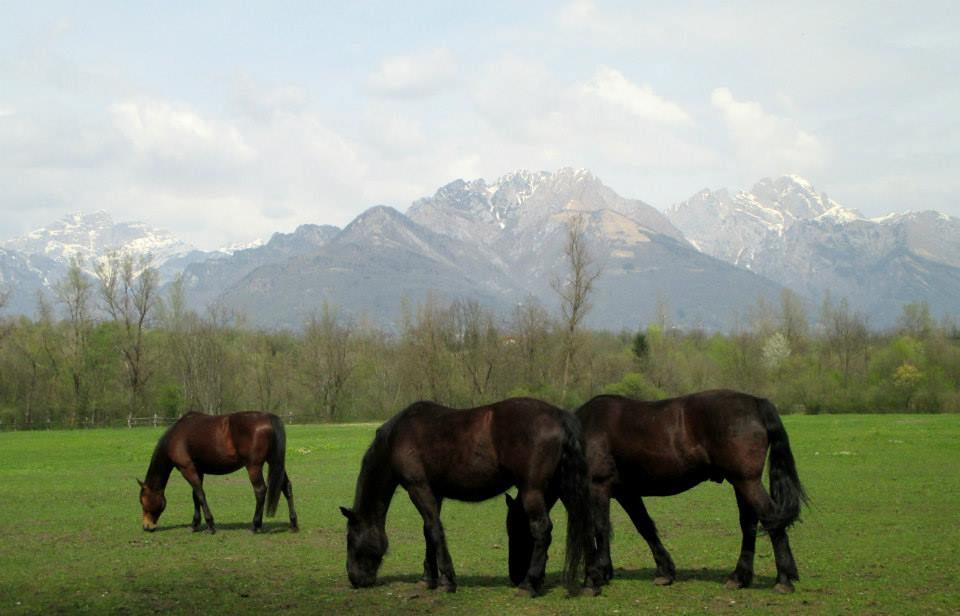
Il Prato dei Cavalli presso il Vincheto di Celarda

All'interno della riserva esistono alcune particolari strutture. Da evidenziare i recinti dove vengono allevati in cattività caprioli, cervi, daini e mufloni, un centro dove sono tenuti alcuni rapaci già gravemente feriti e ora incapaci di ritornare liberi in natura e un maneggio.

## Attività
All'interno della riserva si contano anche diverse installazioni per praticare il birdwatching.
Altre attività: trekking, arrampicata, sci.